# 臼田あさ美
臼田 あさ美（うすだ あさみ、1984年〈昭和59年〉10月17日 - ）は、日本の女優、ファッションモデル。本名は、臼田 麻美。
千葉県松戸市出身、東京都在住。元A-team所属。愛称は、あさみどん、あーちゃん。元夫はOKAMOTO'Sのドラマー・オカモトレイジ。

## 略歴
1984年、千葉県松戸市に生まれる。
15歳の時に渋谷109前で雑誌社の編集部にスカウトされ、読者モデルとしてデビュー。モデル事務所からのスカウトでは無かったため、デビューから2 - 3年間は特定の芸能事務所に所属せず、本名の「臼田麻美」名義で、『東京ストリートニュース』や『Happie』、『Popteen』などの雑誌で活動していた。
2003年から2005年までファッション誌『CanCam』専属モデル、2007年から2008年12月号まで『AneCan』専属モデルを務めた。
2003年からドラマ『ひと夏のパパへ』（TBS）よりテレビドラマや映画などで女優としての活動も開始した。（なお、映画での初主演は、園子温監督の映画『ノーパンツ・ガールズ Movie Box-ing2「大人になったら」』 ）
2010年には映画『ランブリングハート』で初主演を果たした。
モデル業、女優業のほかに、音楽番組『スペチャ!』（スペースシャワーTV）やバラエティ番組『メレンゲの気持ち』（日本テレビ）では司会業も務めた。
ゴーイング、グレアープロモーション、A-PLUSを経て、A-teamに所属。
映画『愚行録』の演技が評価され第39回ヨコハマ映画祭助演女優賞を受賞。
2024年4月3日、同年3月31日を以って所属するA-teamを退所し独立したことを自身のInstagramで報告した。

### 私生活
2017年1月14日、OKAMOTO'Sのドラマーのオカモトレイジとの結婚を発表した。オカモトとは出会ってから7年間は友人関係で、交際を始めてから1か月で結婚を決意したという。
2018年3月26日、第1子妊娠を報告。6月に第1子を出産した。当初は性別非公表だったが後に女児であることが発表される。
2024年12月30日、オカモトとの離婚を発表した。

## 人物
- 気分転換、美容面や健康面では『寝ることが一番』と答えている[17]。
- 現在の女性像として、『感情表現は乏しいけれど、自分の胸の中に抑圧された感情を抱いていて、何かを壊したいとか、何かを変えてみたいという願望を持っている女性って多いですよね。現代は単純に熱い人よりも、冷静だけれど内に大きな葛藤を抱えている人が増えていると思います』と語る [8]。
- モデルとしてデビューした当時、アルバイト感覚で行っており、『背も高くないし、スタイルもよくないのに有名な雑誌でモデルとして活躍させてもらえたことは凄くありがたいことなのに、ファーストフード店のアルバイトを優先して、モデルの仕事を断ることも』あった [8]。その後、ファッション誌『CanCam』で掲載し始めて半年後、タレント事務所と正式契約をしている[7]。
- 女優としての将来像として『特定のものに決めてしまうと良くない気がするので、こういう役をやりたい、こういう芝居をやっていきたいという思いはありません』とし、その理由として、『女優というのは0から作る側ではなく、1から参加する側ですから、0から1を作ろうとする監督に呼んでもらわないとできない仕事。』と語る [8]と同時に、きれいじゃない人、人間らしい汚い部分を、演じられることを目指している[6]。
- モデルから女優へと転身した際、続けて行こうと思えた作品として、映画『夢の中へ』（監督：園子温、2005年）と、テレビドラマ『世にも奇妙な物語 〜2005春の特別編〜』の「美女缶」を挙げた[18]。

## 作品

### 映像作品
- Asami-side（2006年2月24日） - EAN 4540481000589。
- ON/OFF（2006年10月25日） - EAN 4560161566150。
- 星の砂（2008年6月27日） - EAN 4571174013463。

## 出演
※太字は主演またはヒロイン

### テレビドラマ
- ひと夏のパパへ（2003年7月2日 - 9月3日、TBS） - 久美子 役
- 夏目家の食卓（2005年1月、TBS）
- 世にも奇妙な物語 〜2005春の特別編〜「美女缶」（2005年4月12日、フジテレビ） - ヒロイン・藤川サキ 役
- 海猿 UMIZARU EVOLUTION（2005年7月5日 - 9月13日、フジテレビ） - 星野怜 役
- 劇団演技者。「第14回公演作品ロンリー・マイルーム」（2005年11月9日 - 11月30日、フジテレビ） - 古賀麻美 役
- トゥルーラブ（2006年1月9日、フジテレビ） - 麻生春菜 役
- だいすき!!（2008年1月17日 - 3月20日、TBS） - 藤川夏梅 役
- メイちゃんの執事（2009年1月13日 - 3月17日、フジテレビ） - 大地由真 役
- 東京DOGS（2009年10月19日 - 12月21日、フジテレビ） - 田中真紀 役
- 大河ドラマ「龍馬伝」（2010年、NHK） - なつ 役
- 鉄の骨（2010年7月3日 - 7月31日、NHK総合） - ヒロイン・野村萌 役[19]
- ホタルノヒカリ2（2010年7月7日 - 9月15日、日本テレビ） - 桜木美香 役
- 美咲ナンバーワン!!（2011年1月12日 - 3月16日、日本テレビ） - 姫島菜々子 役
- CONTROL〜犯罪心理捜査〜（2011年1月11日 - 3月22日、フジテレビ） - 香坂美奈 役
- 鈴木先生（2011年4月25日 - 6月27日、テレビ東京） - ヒロイン・秦麻美 役
  - 鈴木先生の結婚報告〜待望の休暇も心の汗が止まらないッ!〜（2013年1月1日）
- 胡桃の部屋（2011年7月26日 - 8月30日、NHK総合） - 三田村陽子 役
- 分身（2012年2月12日 - 3月11日、WOWOW） - 下条めぐみ 役
- 名探偵コナンドラマスペシャル 工藤新一 京都新撰組殺人事件（2012年4月12日、読売テレビ） - 天野つぐみ 役
- ATARU 第5話（2012年5月13日、TBS） - 桂井まどか 役
- ボーイズ・オン・ザ・ラン（2012年7月6日 - 9月7日、テレビ朝日） - 長谷川茜 役
- ヤアになる日〜鳥羽・答志島パラダイス〜（2012年9月30日、NHK BSプレミアム） - 濱本美帆 役
- 赤川次郎原作 毒<ポイズン>（2012年10月4日 - 12月27日、読売テレビ） - ヒロイン・笹本直美 役[20][21]
- 梅ちゃん先生〜結婚できない男と女スペシャル〜（2012年10月13日・20日、NHK BSプレミアム） - 山川厚子 役
- いつか陽のあたる場所で 第2話（2013年1月15日、NHK） - 野川まゆみ 役
- おトメさん（2013年1月17日 - 3月14日、テレビ朝日） - 早瀬まるみ 役
- まほろ駅前番外地 第6話（2013年2月15日、テレビ東京） - 美咲 役
- 最悪の卒業式（2013年3月23日、日本テレビ） - 三枝香織 役
- 濃姫II〜戦国の女たち（2013年6月23日、テレビ朝日） - 寧々 役
- Woman（2013年7月3日 - 9月11日、日本テレビ） - 蒲田由季 役
- 恋するイヴ（2013年12月24日、日本テレビ） - 立花まり 役
- 最高の離婚Special 2014（2014年2月8日、フジテレビ） - 潮見薫 役
- 死神くん 第4話（2014年5月9日、テレビ朝日） - 山口真奈美 役
- 東野圭吾「変身」（2014年7月27日 - 8月24日、WOWOW） - 橘直子 役[22]
- 栃木発地域ドラマ「ライドライドライド」（2014年9月24日、NHK BSプレミアム） - ヒロイン・佐野美弥子 役[23]
- 素敵な選TAXI 第6話・第8話（2014年11月18日・12月2日、関西テレビ） - 佐山佑香 役
- 秋田発地域ドラマ「ザ・ラスト・ショット」（2014年11月19日、NHK BSプレミアム） - ヒロイン・藤原さくら 役
- すべてがFになる 第7話・第8話（2014年12月2日・9日、フジテレビ） - 儀同世津子 役
- 問題のあるレストラン（2015年1月15日 - 3月19日、フジテレビ） - 森村（三千院）鏡子 役[24]
- デザイナーベイビー - 速水刑事、産休前の難事件 -（2015年9月22日 - 11月10日、NHK総合） - 有吉久美 役[25]
- コウノドリ 第1話（2015年10月16日、TBS） - 小早川頼子 役
- 金曜ロードSHOW!特別ドラマ企画「視覚探偵 日暮旅人」（2015年11月20日、日本テレビ） - 須藤栄美 役[26]
- 土曜ワイド劇場「特捜セブン〜警視庁捜査一課7係」（2016年2月27日、テレビ朝日） - 里中宏美 役
- 双葉荘の友人（2016年3月19日、WOWOW） - 川村美江 役[27]
- 家売るオンナ（2016年7月13日 - 9月14日、日本テレビ） - 珠城こころ 役[28]
  - 7daysTV×金曜ロードSHOW!「帰ってきた家売るオンナ」（2017年5月26日）
  - 家売るオンナの逆襲（2019年1月9日 - 3月11日）
- 神の舌を持つ男 第4話（2016年7月29日、TBS） - 神村町子（次女） 役[29]
- ママゴト（2016年8月30日 - 10月18日、NHK BSプレミアム） - 滋子 役[30]
- ダメ父ちゃん、ヒーローになる! 崖っぷち!人情広告マン奮闘記（2016年12月29日、テレビ東京） - 猪熊エリカ 役[31]
- 銀と金（2017年1月8日 - 3月26日、テレビ東京） - ヒロイン・巽京子 役[32]
- 架空OL日記（2017年4月14日 - 6月16日、読売テレビ） - 小峰智子 役
- 下北沢ダイハード 第7話（2017年9月2日、テレビ東京） - 海老川アンナ 役[33]
- 連続ドラマW（WOWOW）
  - 沈黙法廷（2017年9月24日 - 10月22日） - 西村敦子 役[34]
  - バイバイ、ブラックバード（2018年2月17日 - 3月24日） - 神田那美子 役[35]
  - 0.5の男（2023年5月28日 - 6月25日） - 塩谷沙織 役[36]
- 神酒クリニックで乾杯を（2019年1月12日 - 3月30日、BSテレ東） - 新庄雪子 役[37]
- デザイナー 渋井直人の休日 第7話（2019年3月1日、テレビ東京） - 川口チワワ 役[38][39]
- 捨ててよ、安達さん。 第2話（2020年4月25日、テレビ東京） ‐ 輪ゴム 役[40]
- アンサング・シンデレラ 病院薬剤師の処方箋（2020年7月16日[41] - 9月24日、フジテレビ） - 豊中瑠衣 役[42]
- WOWOWオリジナルドラマ「ぴぷる〜AIと結婚生活はじめました〜」（2020年5月19日 - 6月30日、WOWOW） - 吉野凛子 役[43]
- 珈琲いかがでしょう 第2話（2020年4月12日、テレビ東京） ‐ 礼 役[44]
- イチケイのカラス 第1話 - 第7話（2021年4月5日 - 5月17日、フジテレビ） - 仁科由貴 役[45]
- 初情事まであと1時間 第1話「心の容れ物」（2021年7月23日、MBS） - ヒロイン・相田美智子 役[46]
- ハコヅメ〜たたかう!交番女子〜 第5話・最終話（2021年8月18日・9月15日、日本テレビ） - 桃木由里子 役[47][48]
- お耳に合いましたら。 第8話（2021年9月3日、テレビ東京） - 経理部の若林 役[49]
- ラジエーションハウスII〜放射線科の診断レポート〜 第4話（2021年10月25日、フジテレビ） - 堀田成美 役[50]
- 群青領域 第6話 - 最終話（2021年11月26日 - 12月24日、NHK）- 島谷奈央 役[51]
- 東京、愛だの、恋だの（2021年12月30日、テレビ東京） - 横山涼子 役[52][注 1]
- 失恋めし （2022年1月14日・Amazonプライム、2022年7月・読売テレビ） - 佐藤双葉 役[53]
- ポップUP!ドラマ 昼上がりのオンナたち 第2話「元カレ」（2022年5月27日、フジテレビ） - 西村絵美 役[54]
- ちょい釣りダンディ（2022年7月5日 - 9月20日、BSテレビ東京） - 主演・檀凪子 役[55]
- オクトー 〜感情捜査官 心野朱梨〜（2022年7月7日 - 9月8日、読売テレビ・日本テレビ） - 甲本祐希 役[56]
  - オクトー 〜感情捜査官 心野朱梨〜 Season2 第7話 - 第10話（2024年11月14日 - 12月5日） - 甲本祐希 役
- 善人長屋 第5話（2022年8月5日、NHK BSプレミアム・BS4K） - お濠の方 役[57]
- ブラッシュアップライフ 第4話 - 第6話（2023年1月29日 - 2月12日、日本テレビ） - 臼田あさ美（本人）役[58][59]
- CODE-願いの代償-（2023年7月2日 - 9月3日、読売テレビ・日本テレビ） - 七海悠香 役[60]
- いちばんすきな花（2023年10月12日 - 、フジテレビ） - 小岩井純恋 役[61]
- あれからどうした  第1話「虚実の社員食堂」（2023年12月26日、NHK総合） - 三宅仁美 役[62]
- 夫婦の秘密（2024年1月4日 - 3月7日、BS-TBS・BS-TBS 4K） - 主演・野山穂花 役 [63]
- 訳アリ女ダイアリー（2024年3月2日、TBS） - 昭子 役[64]
- 柚木さんちの四兄弟。（2024年5月28日 - 7月18日、NHK総合） - 霧島咲 役[65]
- 新宿野戦病院 第2話 - （2024年7月10日 - 、フジテレビ） - 宮嶋カヨ 役[66]
- 若草物語-恋する姉妹と恋せぬ私-（2024年10月6日 - 12月15日、日本テレビ） - 柿谷成実 役[67][68]
- 御上先生（2025年1月19日 - 3月23日、TBS） - 一色真由美 役[69]

### 映画
- ノーパンツ・ガールズ〜Movie Box-ing2〜 「大人になったら」（2004年、園子温監督）
- ほんとうにあった怖い話 怨霊 劇場版（2004年、山本清史監督）
- 真夜中の弥次さん喜多さん（2005年、宮藤官九郎監督）
- 夢の中へ（2005年、園子温監督）
- この胸いっぱいの愛を（2005年、塩田明彦監督） - 布川靖代 役
- スキージャンプペア（2006年、真島理一郎監督）
- Wanna be FREE!東京ガール（2006年、津谷祐司監督）
- 恋空（2007年、今井夏木監督） - 咲 役
- 色即ぜねれいしょん（2009年、田口トモロヲ監督） - オリーブ 役
- ランブリングハート（2010年、村松亮太郎監督） - 主演・千早翠/千早葵 役
- 昆虫物語 みつばちハッチ〜勇気のメロディ〜（2010年、アミノテツロ監督） - ヒロイン・ピコ 役（声の出演）
- 東京プレイボーイクラブ（2012年、奥田庸介監督） - エリ子 役
- キツツキと雨（2012年、沖田修一監督） - 麻生珠恵 役
- マメシバ一郎3D（2012年、亀井享監督） - 園子マユ 役
- 鈴木先生（2013年、河合勇人監督） - 秦麻美 役
- 桜並木の満開の下に（2013年10月5日、舩橋淳監督） - 主演・栞 役
- さいはてにて-やさしい香りと待ちながら-（2015年2月28日、チアン・ショウチョン監督） - 城山恵 役
- グッド・ストライプス（2015年5月30日、岨手由貴子監督、ファントム・フィルム） - 裕子 役
- 愚行録（2017年2月18日、石川慶監督、ワーナー・ブラザース映画 / オフィス北野） - 宮村淳子 役[70]
- 南瓜とマヨネーズ（2017年11月11日、冨永昌敬監督、S・D・P） - 主演・ツチダ 役[71]
- honey（2018年3月31日、神徳幸治監督、東映 / ショウゲート） - 南野葵 役[72]
- 終わった人（2018年6月9日、中田秀夫監督） - 山崎道子 役[73]
- 美人が婚活してみたら（2019年3月23日、大九明子監督、KATSU-do） - ケイコ 役[74]
- 蜜蜂と遠雷（2019年10月4日、石川慶監督） - 高島満智子 役[75]
- 劇場版 架空OL日記（2020年2月28日、住田崇監督） - 小峰智子 役[76]
- 私をくいとめて（2020年12月18日、大九明子監督、日活） - ノゾミさん 役[77]
- ムーンライト・シャドウ（2021年9月10日、エドモンド・ヨウ監督、エレファントハウス） - 麗 役[78]
- マイ・ダディ（2021年9月23日、金井純一監督、イオンエンターテイメント） - 橋本久美子 役[79]
- ウェディング・ハイ（2022年3月12日、大九明子監督、松竹） - 加藤友梨 役[80]
- ショートフィルム「Wife's Power Outage 妻の電池切れ」（2023年、八幡貴美監督、東北新社） - ハナ 役
- 早乙女カナコの場合は（2025年3月14日、矢崎仁司監督） - 慶野亜依子 役[81]

### 配信ドラマ
- 湘南☆夏恋物語（2011年8月1日 - 10月5日、BeeTVドラマ、毎週水曜日 / 10分×全12話） - 志村千波 役[82]
- 日本をゆっくり走ってみたよ 〜あの娘のために日本一周〜（2017年 - 2018年、Amazonプライム・ビデオ） - 野瀬 役
- 珈琲“もう一杯”いかがでしょう 第2話（2021年4月13日、Paravi） ‐ 礼 役
- 東京、愛だの、恋だの 第5話（2021年10月2日、Paravi） - 横山涼子 役[83]
- 湯あがりスケッチ 第3話（2022年2月17日、ひかりTV） - 吉川里穂 役[84]

### その他テレビ番組
- プロフェッショナル修斗（レギュラーアシスタント、J SPORTS/CATV系）
- めざましテレビ （フジテレビ）

早耳トレンドNo.1（2004年4月 - 2006年10月）
今日の占いカウントダウンハイパー（2005年4月 - 2006年1月）
- 歌スタ!!（2005年4月 - 2010年3月29日、日本テレビ）
- コミュニTV 熱情放送（CATV系）
- 弟子っちょピカ丸（2008年10月 - 2009年3月、日本テレビ）
- スペチャ! SPACE SHOWER MUSIC CHART SHOW（2009年4月 - 2012年1月、スペースシャワーTV）
- メレンゲの気持ち（2009年4月 - 2011年9月24日、日本テレビ[85]）
- 祝女〜shukujo〜（NHK総合）
  - シーズン1（2008年11月28日・2010年1月 - 3月）
  - サマースペシャル（2010年8月21日）
  - シーズン2（2010年9月 - 2011年3月）
  - シーズン3（2011年10月 - 2012年2月）
- LIFE!〜人生に捧げるコント〜（2014年4月 - 、NHK総合）
- 博多華丸のもらい酒みなと旅2 「四ツ谷駅周辺」（2017年2月20日、テレビ東京）

### ラジオ
- ハリガネ・MEGUMIのロックな時間（MBSラジオ）
- ゴチャ2 水曜日（2006年4月12日 - 9月27日、MBSラジオ）
- 坂上みきのBeautiful+（TFM+）
- 岡田惠和 今宵、ロックバーで〜ドラマな人々の音楽談義〜　第165回（2015年8月8日、NHK-FM）[86]
- TOKYO JUKEBOX（2017年2月14日、TBSラジオ）

### 舞台
- しゃばけ（東京公演：2013年4月20日 - 29日 赤坂ACTシアター / 大阪公演：2013年5月7日 - 12日 新歌舞伎座 / 金沢公演：2013年5月15日 金沢歌劇座） - ヒロイン・お春 役[87][88]
- 女中たち（2024年9月20日 - 23日、銕仙会能楽研修所）[89]
- サヨナラソング -帰ってきた鶴-（東京公演：2025年8月31日 - 9月21日〈予定〉、紀伊國屋ホール / 大阪公演：9月27日・28日〈予定〉、サンケイホールブリーゼ） - 篠川小都 / おつう 役[90]

### CM
- 常陽銀行「キャッシュピット」（2005年 - ） - イメージキャラクター
- 株式会社さくら〔北陸三県〕（2006年 - ） - イメージキャラクター
- タケダ薬品漢方便秘薬（2006年8月 - ）
- 花王ケープ
- TaKaRa 直搾り
- ロート製薬メンソレータム薬用ボディベール
- 江崎グリコ BREO
- エスエス製薬
  - スルーラック デトファイバー（2008年12月 - 2009年12月）
  - スルーラックS（2010年）
- 森永製菓 ダース
- ロッテ健康産業 うるアップコラーゲン（2011年）
- ちふれ化粧品（2011年）
- ミニストップ「練乳いちごパフェ」（2016年） [91]
- DHC「潤米」（2017年）
- キリンビール「一番搾り」（2021年）
- SOELU スキマ時間に本格オンラインフィットネスSOELU（2022年）[92]
- CJ FOODS JAPAN「美酢（ミチョ）希釈タイプ」（2022年）[93]

### PV
- sacra「かげぼうし」
- AZU「コイイロ」（2008年1月23日発売、BMG JAPAN）
- Ken Yokoyama「Punk Rock Dream」（アルバム「Four」収録）
- きのこ帝国「東京」、「愛のゆくえ」

### その他広告
- 株式会社マスチューン「みんなの株式」（2007年 - ）イメージキャラクター
- 朝日新聞広告特集・コミックブレークvol.120「私のコミック履歴書」（2009年9月30日）

## 書籍

### 雑誌
- 東京ストリートニュース
- Happie
- ポップティーン
- CanCam（2003年4月 - 2005年4月） - 専属モデル
- AneCan（2007年3月 - 2008年12月） - 専属モデル
- avex - スキージャンプ・ペア -Road to TORINO 2006-